# Hendrick Motorsports
Hendrick Motorsports ist eine Gruppe von NASCAR-Teams, die 1984 von Rick Hendrick unter dem Namen All Star Racing gegründet wurde. Ursprünglich wurden nur Chevrolets in der NASCAR Cup Series und der Nationwide Series eingesetzt. Hendrick Motorsports erzielte seit seiner Gründung neun Meisterschaften im Sprint Cup, drei in der Craftsman Truck Series und eine in der Nationwide Series. Es zählt zu den Top-Teams im US-amerikanischen Tourenwagensport.
Alle Hendrick-Fahrzeuge werden auf dem 250.000 m² großen Komplex in Concord, North Carolina gebaut. Zudem baut Hendrick Motorsports über 700 Motoren pro Jahr, die auch von anderen NASCAR-Teams geleast werden. Insgesamt beschäftigt Hendrick Motorsports über 400 Angestellte.

## Team

### Sprint Cup

#### Wagen #5

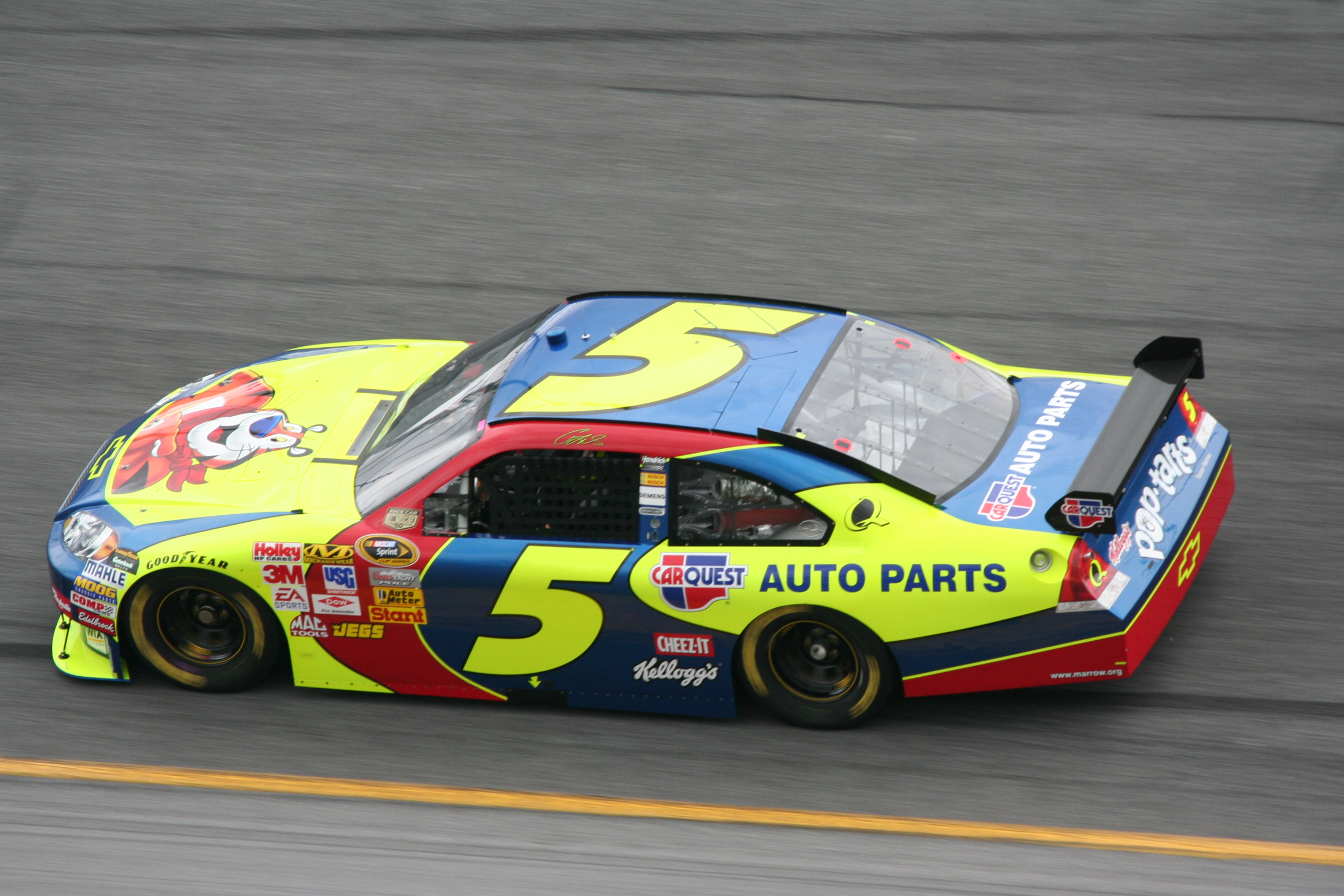
Die Startnummer 5 von Casey Mears in der Saison 2008

Hendrick Motorsports debütierte ursprünglich in der Saison 1984 mit dem von Northwestern Security Life gesponserten Chevrolet Monte Carlo mit der Startnummer 5, der von Geoff Bodine gefahren wurde. Nach allen 30 Rennen der Saison gewann Bodine mit dem Team insgesamt dreimal und beendete die Saison als Neunter in der Meisterschaft. In der Saison 1985 verbesserten sie sich mit Levi Garrett als neuem Hauptsponsor auf den fünften Platz in der Meisterschaft trotz nur eines Sieges. Kurzzeitig wurde das Team ein Zwei-Wagen-Team, als Dick Brooks den Exxon-Chevrolet mit der Startnummer 1 auf dem Charlotte Motor Speedway an den Start ging und Zehnter wurde.
Nachdem das Team ein echtes Zwei-Wagen-Team in der Saison 1986 wurde, gewann Bodine zweimal und wurde Achter in der Meisterschaft. Sein jüngerer Bruder Brett wurde beim World 600 sein Teamkollege und beendete das Rennen auf Platz 17. Im darauf folgenden Jahr konnte Bodine erneut kein Rennen gewinnen und wurde 13. in der Meisterschaft. In den Jahren 1988 und 1989 gewann Bodine jeweils ein Rennen, bevor er in der Saison 1990 zu Junior Johnson wechselte. Als Ersatz kam Ricky Rudd, der mit einem Sieg Siebter in der Meisterschaft der Saison 1990 wurde. 1991 fusionierte das Team mit dem ehemaligen Team von Darrell Waltrip und übernahm Tide als Sponsor. Rudd gewann ein Rennen und wurde Meisterschaftszweiter. Besonders erwähnenswert war das damalige Rennen auf dem Sears Point Raceway, als Rudd in der letzten Runde den bis dato führenden Davey Allision von der Strecke drehte und als Erster über die Ziellinie fuhr. NASCAR bestrafte das Team für ruppiges Verhalten und sprach Allision den Sieg zu. In den beiden folgenden Jahren holte Rudd jeweils einen Sieg pro Saison, bevor es das Team verließ, um sein eigenes zu gründen. Dabei nahm er den Sponsor Tide mit.
Sein Ersatz wurde der Winston-Cup-Champion von 1984, Terry Labonte. Der Wagen selbst bekam mit Kellogg’s einen neuen Hauptsponsor. Labonte gewann in den Saisons 1994 und 1995 jeweils drei Rennen und schlug seinen Teamkollegen Jeff Gordon im Kampf um die Meisterschaft der Saison 1996 um 37 Punkte. In den darauffolgenden Jahren gewann Labonte insgesamt vier Rennen. Die Saison 2000 verlief nicht so gut: Beim Pepsi 400 brach sich Labonte ein Bein und auf dem New Hampshire International Speedway verletzte er sich sein Innenohr und konnte nicht fahren. Todd Bodine und Ron Hornaday Jr. sprangen als Ersatzfahrer ein. Zudem konnte Labonte in dieser Saison zum ersten Mal seit sechs Jahren keinen Sieg erlangen.
Nach zwei weiteren schlechten Jahren beendete Labonte die Saison 2003 als Zehnter in der Meisterschaft und erzielte zudem eine Pole-Position auf dem Richmond International Raceway im Frühjahrsrennen. Wichtiger war aber der Sieg beim letzten Southern 500, der eine vierjährige Durststrecke beendete. Nachdem er in der Saison 2004 nur 26. in der Meisterschaft wurde, gab Labonte bekannt, dass er die beiden darauffolgenden Saisons nur noch bei ausgewählten Rennen an den Start gehen würde, um sich langsam vom Rennsport zurückzuziehen. Als Ersatz holte Hendrick Kyle Busch ins Cockpit, der direkt den Titel des Rookie of the Year errang. Zudem gewann er mit dem Sony HD 500 auf dem California Speedway das erste Rennen seiner Karriere und wurde damit der jüngste Fahrer, der je ein Rennen im Sprint Cup gewinnen konnte.
In der Saison 2006 gewann Busch mit dem Lenox Industrial Tools 300 ein weiteres Rennen und schaffte es in den Chase for the Nextel Cup. Darin lief es für Busch allerdings nicht so gut und er wurde nur Zehnter in der Meisterschaft. In der Saison gewann Busch mit dem Food City 500 das erste Rennen des Car of Tomorrow. Am 13. Juni 2007 verkündete Hendrick Motorsports, dass Busch den Wagen in der Saison 2008 nicht mehr fahren wird. Am 4. September wurde bekanntgegeben, dass an seiner Stelle Casey Mears ab dieser Saison den Wagen fahren wird. Nachdem Mears wenige Erfolge verbuchen konnte, gab Rick Hendrick am 4. Juli 2008 bekannt, dass Mark Martin ab der Saison 2009 den Wagen übernehmen wird. Martin bestritt alle Rennen der Saison 2009 in der Startnummer 5 und belegte am Saisonende zum vierten Mal in seiner Karriere Rang zwei der Gesamtwertung.

#### Wagen #17

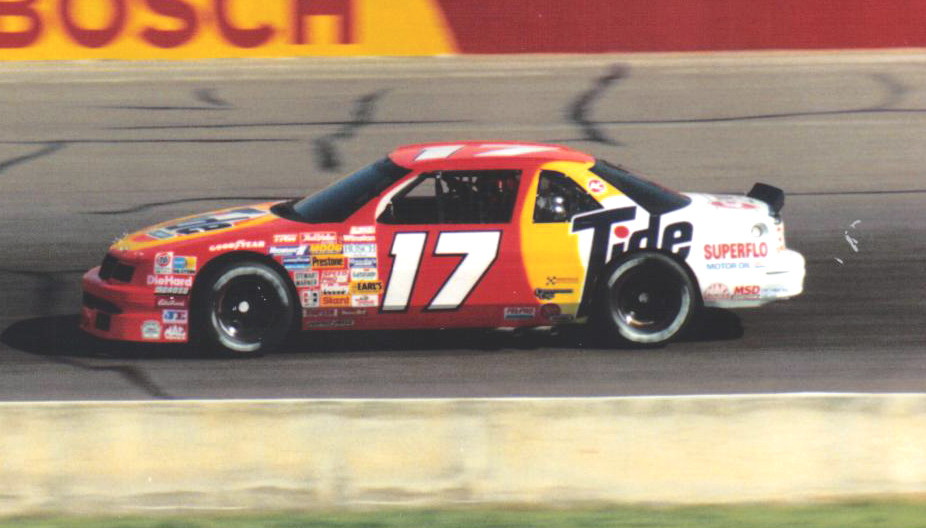
Darrell Waltrip im Wagen #17 beim Autoworks 500 1989

Nachdem Darrell Waltrip sich Ende der Saison 1986 dazu entschied, das Team von Junior Johnson zu verlassen, da er nicht mehr mit Budweiser als Sponsor arbeiten wollte, wechselte er zu Hendrick Motorsports und brachte Tide als neuen Sponsor mit. In den darauffolgenden vier Jahren erzielte Waltrip insgesamt neun Siege, darunter sein berühmter Sieg beim Daytona 500 im Jahre 1989. Am Ende der Saison 1990 entschied sich Waltrip dazu ein eigenes Team zu gründen und nahm die Startnummer 17 mit. Das Team selbst wurde mit dem des Wagens #5 zusammengelegt und der Sponsor entsprechend übertragen.

#### Wagen #24

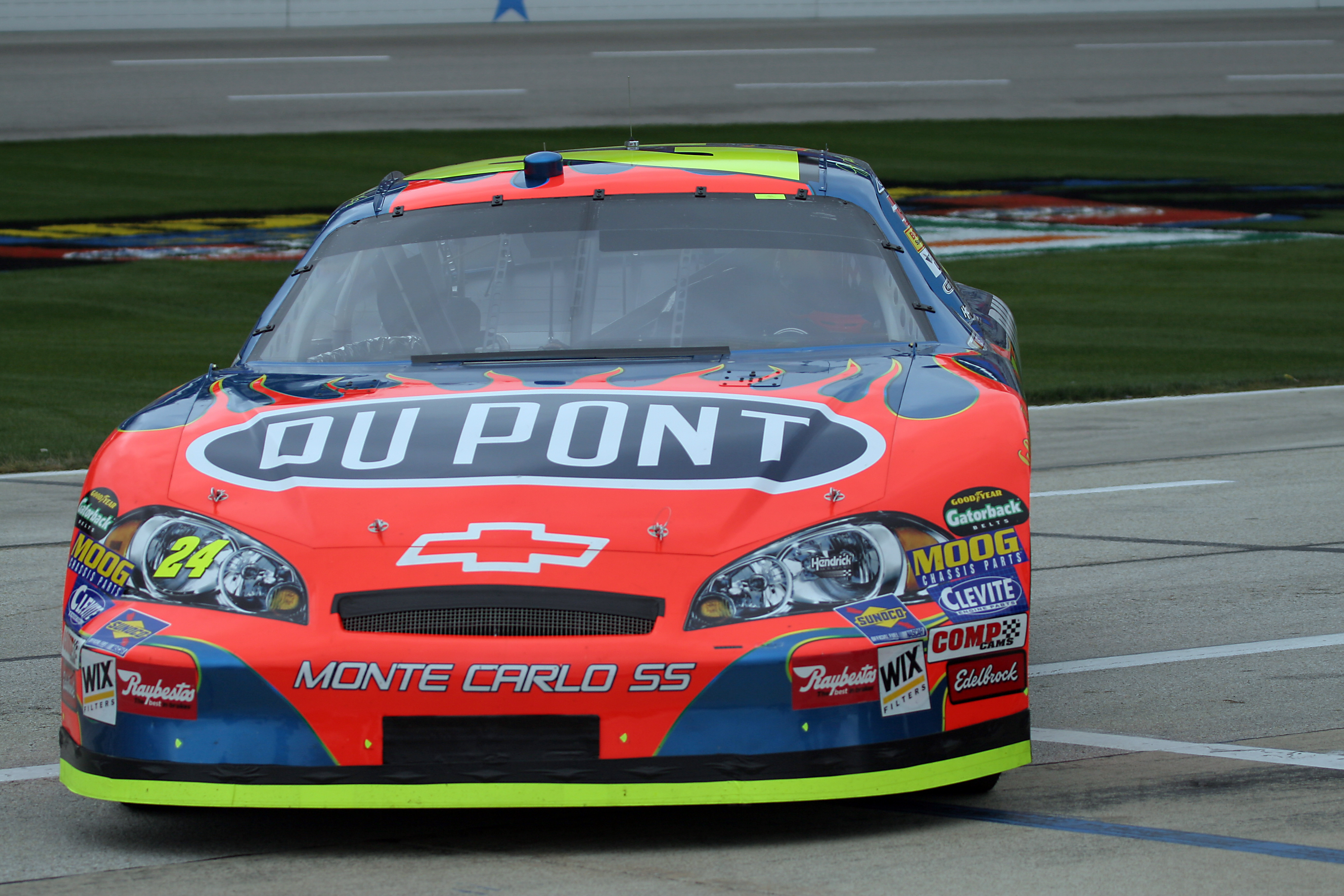
Jeff Gordons #24 im August 2007 in Texas

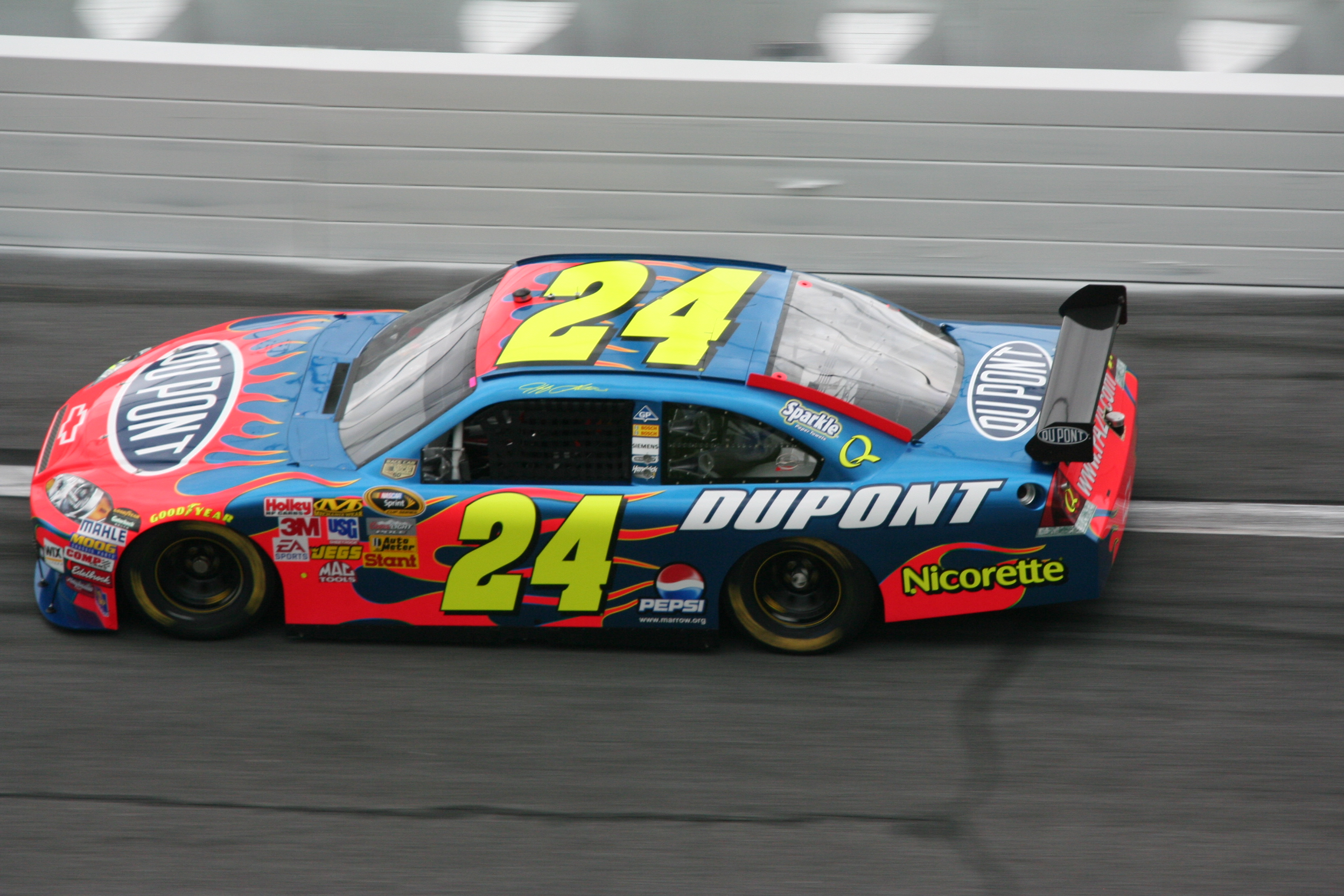
Die Startnummer 24 in der Saison 2008

Während seiner Geschichte wurde der Wagen mit der Startnummer 24 ausschließlich von Jeff Gordon gefahren mit DuPont als Hauptsponsor sowie Pepsi für das Pepsi 400 und die beiden Rennen auf dem Talladega Superspeedway. Gordon und DuPont debütierten beim Hooters 500 der Saison 1992 mit einem 21. Startplatz und einem 31. Platz im Rennen nach einem Unfall. Im Jahre 1993 absolvierte das Team zusammen mit Crew Chief Ray Evernham seine erste volle Saison. Gordon erzielte die Pole-Position beim Herbstrennen auf dem Lowe’s Motor Speedway, dem Mello Yello 500, elf Top-10-Resultate, wurde 14. in der Meisterschaft und gewann den Titel des Rookie of the Year.
1994 gewann Gordon mit dem Coca-Cola 600 das erste Rennen seiner Karriere und gewann auch das erste Brickyard 400. In dieser Saison verbesserte er sich in der Meisterschaft auf Platz acht. Trotz alledem erreichte Gordon nicht immer das Ziel, hauptsächlich durch Unfälle bedingt. Mit sieben Siegen in der Saison 1995 gewann Gordon das erste Mal den Winston Cup. In der Saison 1996 erzielte er zehn Siege, unterlag in der Meisterschaft aber den Teamkollegen Terry Labonte.
Nachdem er mit Pepsi einen weiteren Sponsor bekommen hatte, gewann er in den beiden aufeinanderfolgenden Saisons 1997 und 1998 jeweils die Meisterschaft und stellte in der letztgenannten mit 13 Siegen Richard Pettys Rekord an Siegen in einer Saison seit der Begründung der modernen Ära im Jahre 1972 ein. Die Saison 1999 wurde eine der schwierigsten Saisons. Nach dem Sieg beim Daytona 500 hatte Gordon mit der Konstanz zu kämpfen und konnte an den Erfolg der vorangegangenen Saisons nicht anknüpfen. Zudem gab sein langjähriger Crew Chief Ray Evernham im September bekannt, dass er das Team verlassen würde, um Dodge beim Wiedereinstieg in NASCAR zu unterstützen. Sein Nachfolger wurde Brian Whitesell. Trotz des Weggangs von Evernham gewann Gordon die beiden folgenden Rennen in Martinsville und Charlotte. Am Ende der Saison unterschrieb Gordon einen Vertrag, der ihn auf Lebenszeit zum Mitbesitzer des Teams machte. Zudem erzielte er im Verlauf der Saison sieben Siege und wurde Sechster in der Meisterschaft.
Ab der Saison 2000 wechselte Whitesell in eine andere Position der Organisation und wurde durch Robbie Loomis ersetzt, der lange Zeit Crew Chief bei Petty Enterprises war. Die Zusammenarbeit zwischen Gordon und Loomis war zu Beginn nicht besonders gut und so dauerte es bis zum DieHard 500 in Talladega, bevor Gordon den 50. Sieg seiner Karriere erzielte. Mit zwei weiteren Siegen in der Saison beendete er die Meisterschaft auf Platz neun. 2001 fand Gordon zu seiner alten Stärke zurück und holte sich mit sieben Saisonsiegen seine vierte Meisterschaft. Nachdem Gordon im Jahre 2002 Teambesitzer von Jimmie Johnsons Team wurde und auch im Privatleben einige Hürden zu meistern hatte, dauerte es bis zum Sharpie 500 auf dem Bristol Motor Speedway im August, bevor er wieder ein Rennen gewann. Trotz nur drei Siegen beendete er die Saison auf Platz 4.
Im Jahre 2004 war Gordon für nahezu die gesamte Saison unter den Top 5. Bis zum Beginn des Chase for the Nextel Cup hatte er fünf Siege erzielt und die Führung in der Meisterschaft von Jimmie Johnson übernommen. Im Saisonfinale erzielte Gordon jedoch nicht so gute Ergebnisse wie in der regulären Saison und fiel hinter Kurt Busch mit 16 Punkten Rückstand und Jimmie Johnson mit acht Punkten Rückstand auf Platz drei in der Meisterschaft zurück. Die Saison 2005 begann vielversprechend für Gordon mit drei Siegen in den ersten neun Rennen. Ab diesem Zeitpunkt verließ ihn das Glück und er beendete sechs Rennen auf Platz 30 oder schlechter. Gordon fiel auf Platz 15 zurück und qualifizierte sich nicht für den Chase. Die Saison beendete er auf Platz elf und sicherte so den Bonus in Höhe von einer Million US-Dollar für den besten Nicht-Chase-Teilnehmer.
Die Saison 2006 sollte eigentlich Gordons Comeback werden. Mit zwei Siegen in der regulären Saison schaffte er es in den Chase. Im Chase selbst lief es aber nicht für Gordon und er kam in drei aufeinanderfolgenden Rennen nicht ins Ziel. Nachdem er keine Chancen auf die Meisterschaft hatte, konzentrierte er sich darauf, seinem Teamkollegen Jimmie Johnson beim Kampf um die Meisterschaft zu unterstützen. Am Ende der Saison wurde Gordon Sechster in der Meisterschaft. Die Saison 2007 wurde mit insgesamt 30 Top-10-Platzierungen zu einem der erfolgreichsten Jahre in seiner Karriere, dennoch reichte es für Gordon nur zu Platz zwei der Gesamtwertung. Auch in den Jahren 2008 und 2009 gelang Gordon die Qualifikation zum Chase for the Sprint Cup. 2008 belegte er Rang sieben und 2009 Rang drei der Gesamtwertung.

#### Wagen #25/88

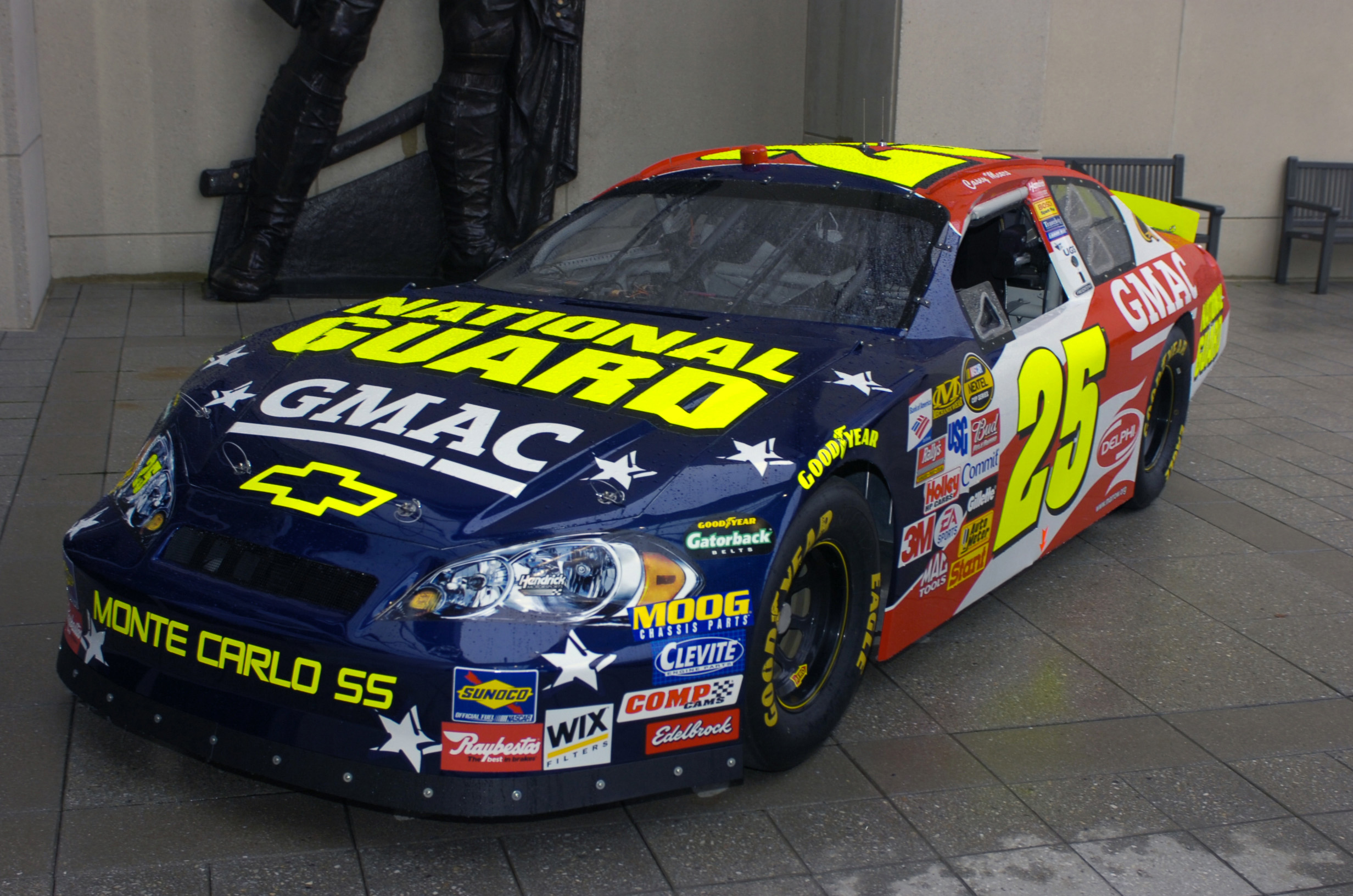
Wagen #25

Der Wagen mit der Startnummer 88 gehörte lange Zeit Hendricks Vater Joe Hendrick. Er debütierte in der Saison 1986 mit Folgers als Hauptsponsor und Tim Richmond als Fahrer. Richmond konnte zusammen mit seinem Crew Chief Harry Hyde im ersten Jahr sieben Mal gewinnen und wurde Dritter in der Meisterschaft. Er verpasste den Start der Saison 1987 wegen seiner Erkrankung an AIDS, behauptete aber, es wäre eine Lungenentzündung gewesen. Benny Parsons und Rick Hendrick selbst sprangen als Ersatz für ihn ein. Richmond kehrte gegen Mitte der Saison zurück und gewann zwei Rennen, obwohl sein Gesundheitszustand offensichtlich nicht besser wurde.
Ab der Saison 1988 übernahm Ken Schrader das Cockpit der Nummer 25. Er erzielte zwei Pole-Positions, gewann das Talladega DieHard 500 und wurde Fünfter in der Meisterschaft. In der darauffolgenden Saison erzielte Schrader vier Pole-Positions und gewann mit dem All Pro Auto Parts 500 das Herbstrennen in Charlotte. In der Saison 1990 gewann er zwar kein Rennen, gewann aber die Pole-Position beim Daytona 500 zum dritten Mal in Folge. 1991 wurde Schrader mit zwei Siegen Neunter in der Meisterschaft. Sein bestes Ergebnis danach war ein vierter Platz in der Meisterschaft im Jahre 1994. Nach diesem Jahr ersetzte Budweiser Kodiak als Hauptsponsor des Wagens. Am Ende der Saison 1996 verließ Schrader das Team und wurde durch Ricky Craven ersetzt.
Craven musste in der Saison 1997 zwei Rennen aussetzen, nachdem er sich eine Gehirnerschütterung auf dem Texas Motor Speedway zuzog. Als Ersatzfahrer sprangen Jack Sprague und Todd Bodine ein. Dennoch gewann Craven das Winston Open und wurde 19. in der Meisterschaft. In der Saison 1998 wurde die Startnummer von 25 auf 50 geändert zu Ehren der 50. NASCAR-Saison. Kurz nach dem Beginn der Saison erkannte Craven, dass er sich zu früh wieder ins Cockpit gesetzt hatte, nachdem bei ihm Folgeschäden der Gehirnerschütterung festgestellt wurden. Er musste daraufhin weitere Rennen pausieren und wurde durch Randy LaJoie und Wally Dallenbach jr. ersetzt. Craven kehrte beim Jiffy Lube 300, seinem Heimrennen auf dem New Hampshire International Speedway zurück und sicherte sich die Pole-Position. Im Rennen lief es aber nicht gut für ihn und kurz danach wurde er endgültig durch Dallenbach ersetzt.
Dallenbach erzielte in der Saison 1999 sechs Top-Resultate und wurde 18. in der Meisterschaft. Aber bereits Anfang 1999 hatte Hendrick Jerry Nadeau als neuen Fahrer verpflichtet mit Michael Holigan Homes als neuen Hauptsponsor. In der Saison 2000 erzielte Nadeau fünf Top-10-Ergebnisse und gewann das Saisonfinale auf dem Atlanta Motor Speedway. Damit beendete er die Saison als 20. in der Meisterschaft. Mit UAW und Delphi als neue Sponsoren verbesserte sich Nadeau in der Saison 2001 um drei Plätze auf Platz 17. Nach elf Rennen in der Saison 2002 wurde er durch Joe Nemechek ersetzt, der drei Top-5-Ergebnisse in den verbliebenen Rennen erzielte. 2003 gewann er auf dem Richmond International Raceway, bevor er zum Ende der Saison zu MB2/MBV Motorsports wechselte.
Rookie Brian Vickers übernahm aber der Saison 2004 den Wagen mit GMAC und Ditech als neue Sponsoren. Vickers erzielte zwei Pole-Positionen und wurde 25. in der Meisterschaft. In der Saison 2005 stand Vickers mehrere Male kurz vor einem Sieg und beendete die Saison auf Platz 17.
Am 9. Juni 2006 verkündete Hendrick Motorsports, dass Casey Mears den Wagen von Vickers in der Saison 2007 übernehmen würde. Im weiteren Verlauf der Saison erzielte Vickers im Wagen #25 den ersten Sieg seiner Karriere auf dem Talladega Superspeedway.
Mit Beginn der Saison 2007 stieg die Army National Guard als Sponsor für die Startnummer 25 bei Hendrick Motorsports ein, der von Casey Mears übernommen wurde. Am 27. Mai 2007 erzielte dieser beim Coca-Cola 600 auf dem Lowe’s Motor Speedway den ersten Sieg seiner Karriere. Am 13. Juni 2007 verkündete Dale Earnhardt junior, dass er ab der Saison 2008 für Hendrick Motorsports fahren wird. Hendrick Motorsports verkündete daraufhin am 14. September 2007, dass Earnhardt Jr. den Wagen von Mears übernehmen und letzterer den Wagen mit der Startnummer 5 von Kyle Busch übernehmen wird. Die Startnummer des Wagens wird in diesem Zusammenhang von 25 in 88 geändert werden. Neuer Sponsor des Wagens werden Pepsi mit den beiden Marken Mountain Dew und AMP Energy by Mountain Dew sowie die US National Guard. Nennenswerte Erfolge blieben jedoch bislang aus. Earnhardt Jr. konnte sich zwar in der Saison 2008 für den Chase for the Sprint Cup qualifizieren, belegte jedoch nur Platz zwölf der Gesamtwertung. 2009 reichte es nur zu Platz 25 der Gesamtwertung. Auch blieb er sieglos und erzielte nur fünf Top-10-Platzierungen.

#### Wagen #44/60/84
Der Wagen mit der Startnummer 44 debütierte im Jahre 2003 als Startnummer 60 mit Haas Automation als Sponsor und David Green als Fahrer. Der Wagen und das Team ging ursprünglich aus einer Partnerschaft mit Gene Haas und seinem Team Haas CNC Racing hervor, entwickelte sich anschließend aber zum Entwicklungsteam von Hendrick Motorsports. Das Debüt fand beim Pepsi 400 statt, wo Green von Startplatz 21 als 32. ins Ziel kam. Nach einem weiteren Rennen übernahm Brian Vickers den Wagen und fuhr ihn beim Herbstrennen in Charlotte.
Kyle Busch übernahm in der Saison 2004 den Wagen, der die Startnummer 84 und CarQuest als Sponsor bekam. Busch debütierte auf dem Las Vegas Motor Speedway, qualifizierte sich auf Platz 18 und beendete das Rennen auf Platz 41, nachdem er in Runde zwölf in einen Unfall verwickelt wurde. Obwohl er sich bei einigen Rennen nicht qualifizieren konnte, ging er in fünf Rennen an den Start. Sein bestes Ergebnis war ein 24. Platz auf dem California Speedway.
In der Saison 2005 tauschten Busch und Terry Labonte die Wagen und Labonte übernahm die Startnummer 84, die in 44 geändert wurde. Gesponsert wurde der Wagen von Kellogg’s und Pizza Hut. Labonte fuhr den Wagen in ausgewählten Rennen in der Saison 2005 und 2006, bevor er vom aktiven Rennsport zurücktrat. In der Saison 2007 wechselte die Startnummer 44 zu Michael Waltrip Racing.

#### Wagen #48

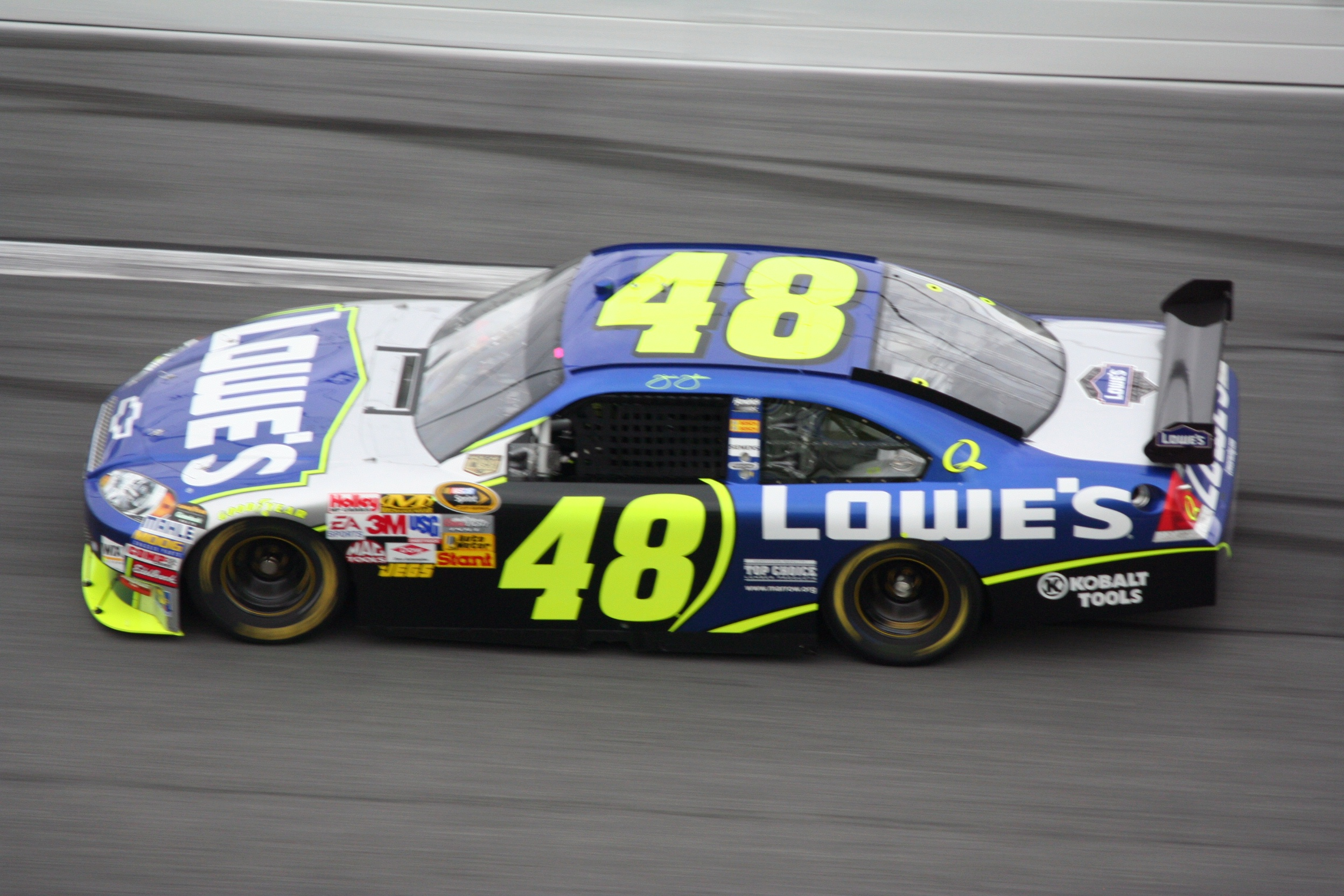
Jimmie Johnsons #48 in Daytona 2008

Der Wagen mit der Startnummer 48 wird seit der Saison 2001 eingesetzt, als Jimmie Johnson bei Hendrick Motorsports als Fahrer unter Vertrag genommen wurde. Besitzer des Wagens ist aber nicht Hendrick Motorsports selbst, sondern Jeff Gordon. Das Debüt des Wagens fand im Herbstrennen der Saison 2001 mit der Baumarktkette Lowe’s als Sponsor auf dem Lowe’s Motor Speedway statt, wo Johnson sich als 15. qualifizierte, nach einem Unfall in Runde 193 das Rennen aber nur auf Platz 39 beendete. Nach zwei weiteren Rennen fuhr Johnson seine erste volle Saison im Jahre 2002, in der er drei Rennen gewinnen konnte und der erste Rookie wurde, der die Meisterschaft zwischenzeitlich anführte. In der Saison 2003 gewann er drei weitere Rennen und wurde hinter Matt Kenseth zweiter in der Meisterschaft.
Johnson führte die meiste Zeit der Saison 2004 die Meisterschaft an, bevor er vor dem Chase for the Nextel Cup hinter Jeff Gordon auf Platz zwei zurückfiel. Nachdem er im Chase zunächst auf Platz neun zurückfiel, beendete er die Saison mit vier Siegen in fünf Rennen und wurde noch Zweiter in der Meisterschaft mit nur acht Punkten Rückstand auf Kurt Busch.
Die Saison 2005 sah Johnson ebenfalls die meiste Zeit in Führung, bevor er nach einem schweren Unfall beim Brickyard 400 Punkte auf Tony Stewart einbüßte. Mit insgesamt vier Saisonsiegen erreichte er am Ende Platz fünf in der Meisterschaft. Am 19. Februar 2006 gewann Johnson sein erstes Daytona 500, obwohl sein Crew Chief für vier Rennen gesperrt war. Mit weiteren Siegen beim Aaron’s 499 und beim Brickyard 400 gewann Johnson seine erste Meisterschaft im Nextel Cup in der Saison 2006, die er in der Saison 2007 erfolgreich verteidigte und sich seinen zweiten Titel sicherte. In den Jahren 2008, 2009 und 2010 wiederholte er diesen Erfolg, so dass Johnson als erster Sprint-Cup-Fahrer in fünf aufeinanderfolgenden Jahren den Titel gewann.

#### Weitere Wagen
Jeff Purvis fuhr einen vierten Wagen von Hendrick Motorsports mit der Startnummer 58 beim NAPA 500 auf dem Atlanta Motor Speedway in der Saison 1995, um die erste Meisterschaft zu sichern, nachdem Jeff Gordon nur nicht Letzter in diesem Rennen hätte werden dürfen.
Al Unser Jr. fuhr ebenfalls einen vierten Wagen von Hendrick Motorsports mit der Startnummer 46 beim Daytona 500 der Saison 1993. Der Sieger des Indianapolis 500 der Saison lag in den Top 10 weniger als 100 Meilen vor dem Ziel, als er mit Bobby Hillin jr. und Kyle Petty kollidierte.

### Nationwide Series

#### Wagen #5/7

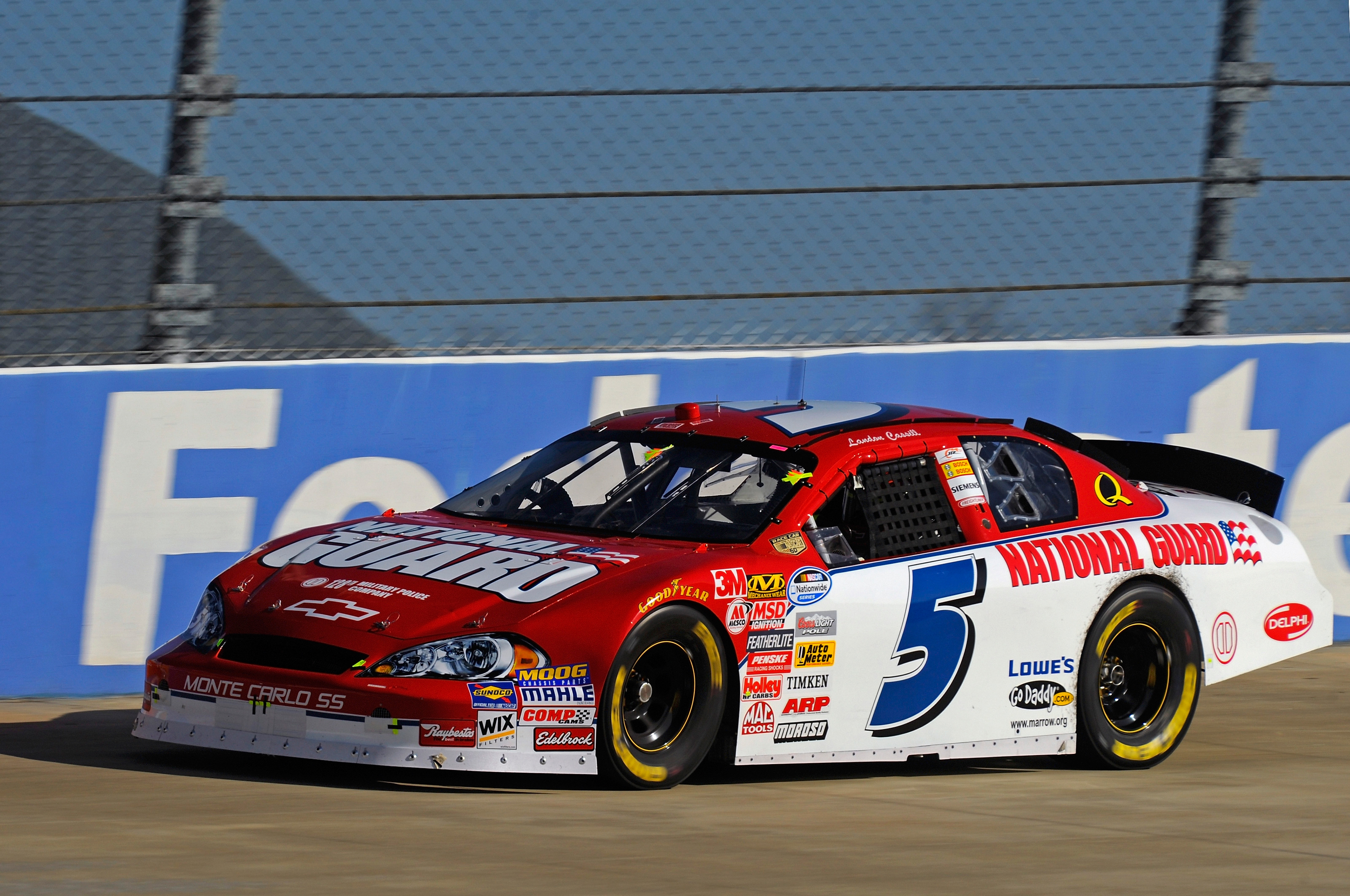
Wagen #5

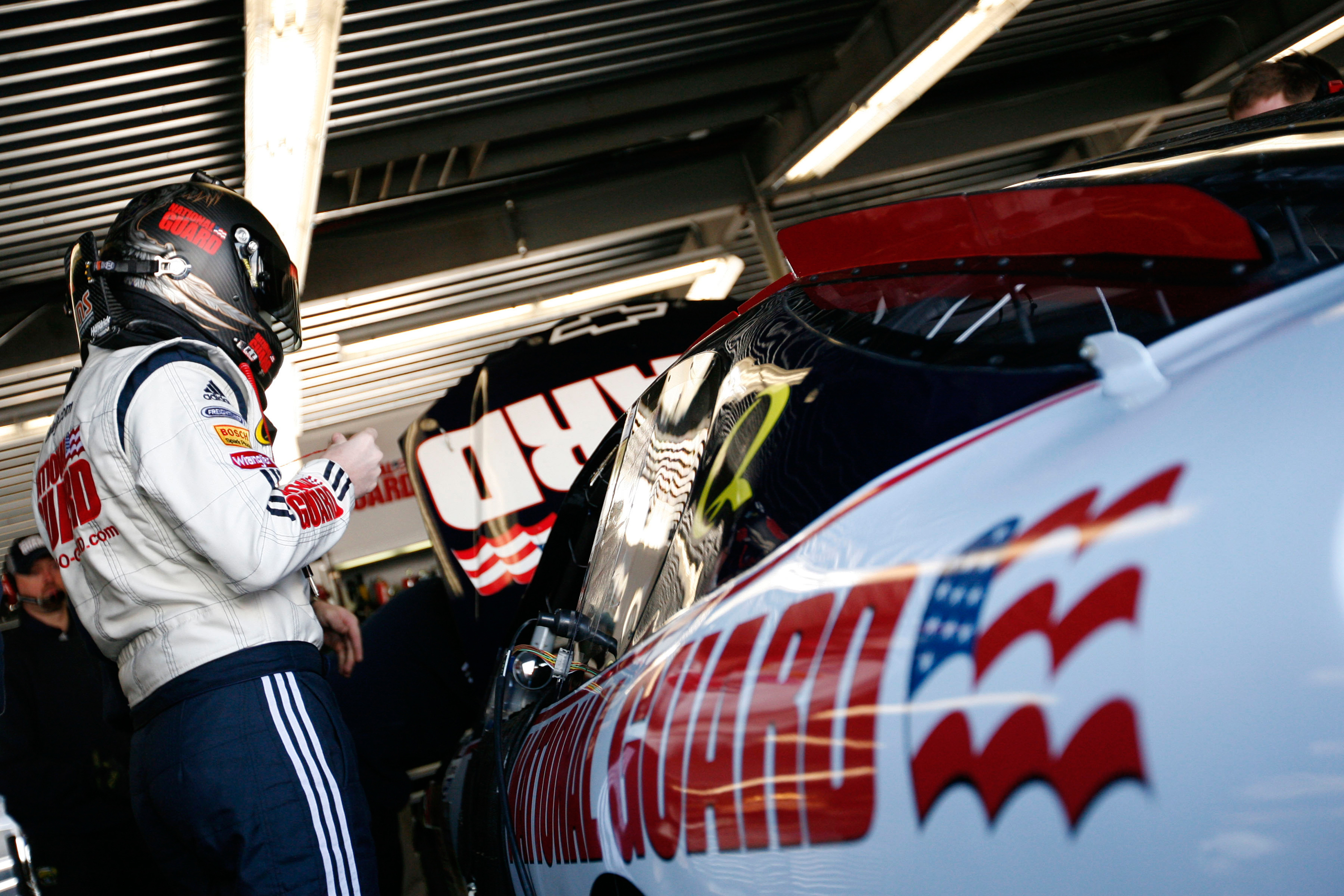
Dale Earnhardt, Jr. mit dem Wagen #15, beim Camping World 300 2008 in Daytona.

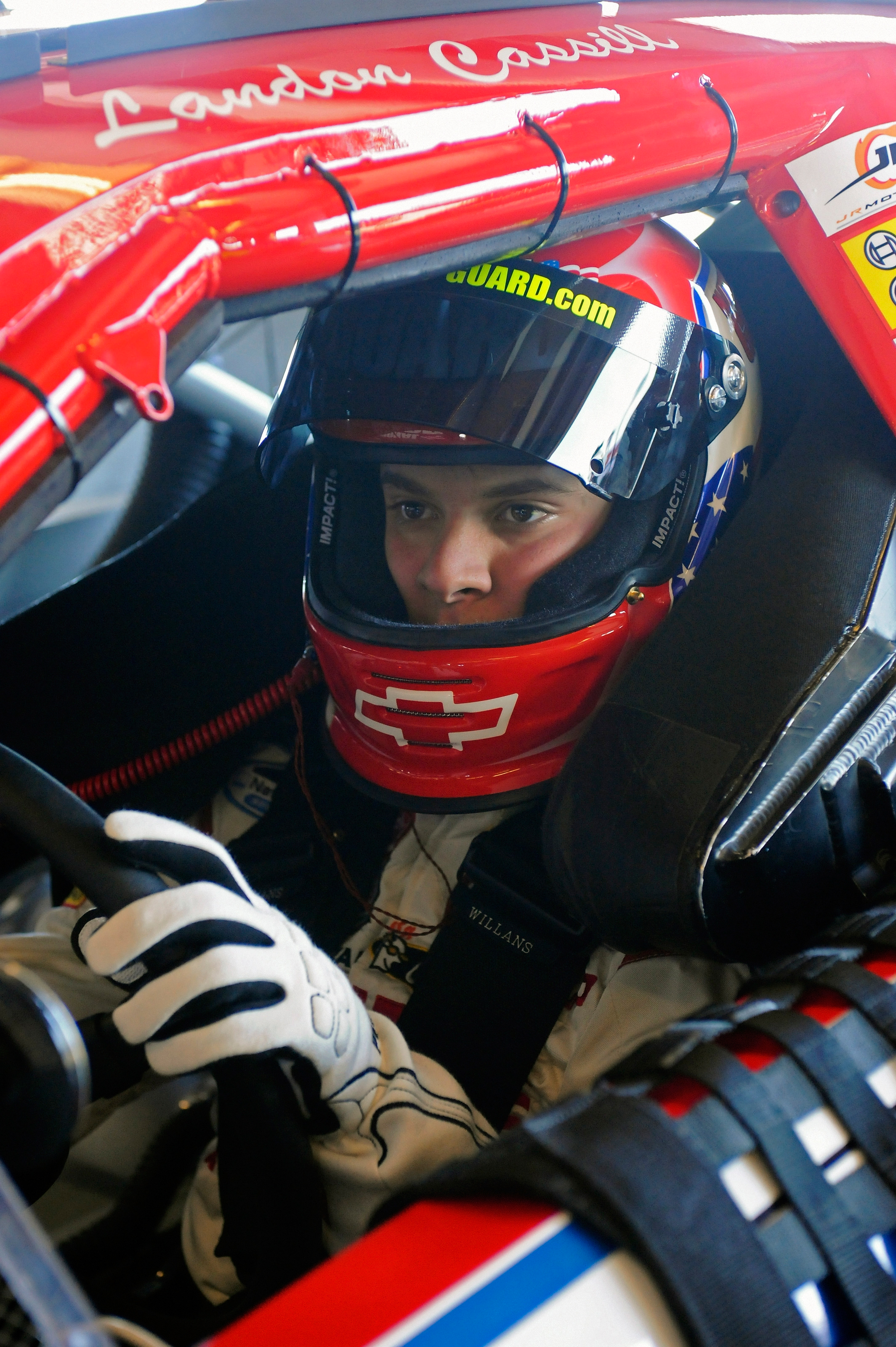
Landon Cassill in der #5

Ursprünglich handelte es sich bei dem Team um JG Motorsports, welches aus Gordon/Evernham Motorsports entstand und Jeff Gordon sowie Rick Hendrick gehörte. Es versuchte in der Busch Grand National Series in der Saison 2000 an 20 Rennen teilzunehmen. Ricky Hendrick versuchte sich in 16 Rennen zu qualifizieren und erreichte jeweils einen Startplatz in elf Rennen. Gordon selbst absolvierte fünf Rennen. Sponsor des Wagens waren Pepsi, wenn Gordon den Wagen fuhr, und GMAC, wenn Hendrick am Steuer saß.
Nach der Saison 2000 wurde kaufte Hendrick Motorsports den Wagen und wechselte die Startnummer von 24 in 5. Ricky Hendrick fuhr drei Rennen mit einem 15. Platz auf dem Kentucky Speedway als bestes Ergebnis. In der Saison 2001 wurde Hendrick zum Vollzeitfahrer in der Serie. Nach einem Unfall auf dem Las Vegas Motor Speedway ersetzte ihn Ron Hornaday Jr. für sechs Rennen, bevor Hendrick in Richmond zurückkehrte. Gegen Ende der Saison verkündete Hendrick den Rücktritt vom aktiven Motorsport. David Green und Ward Burton fuhren daraufhin die letzten Rennen der Saison für das Team.
Brian Vickers wurde daraufhin als Fahrer des Wagens #5 verpflichtet. Er gewann in der Saison 2003 drei Rennen sowie die Meisterschaft in der Busch Grand National Series. Nach seinem Wechsel in den Nextel Cup wurde Kyle Busch der neue Fahrer des Wagens für die Saison 2004. In seinem ersten Jahr gewann er fünf Rennen und wurde Zweiter in der Meisterschaft. Wie schon Vickers wechselte Busch anschließend in den Nextel Cup, fuhr aber noch vereinzelte Rennen in der Serie. Er teilte sich den Wagen in der Saison 2005 mit Adrián Fernández, der sechs Rennen in der Saison fuhr und einen zehnten Platz in Mexiko-Stadt erzielte. Zu den weiteren Fahrern des Wagens in dieser Saison gehörten Jimmie Johnson sowie die Nachwuchsfahrer Blake Feese, Boston Reid und Kyle Krisiloff, die insgesamt 18 Rennen absolvierten. In der Saison 2006 fuhr Busch insgesamt 30 Rennen, gewann in Bristol und wurde Siebter in der Meisterschaft. Als er das Rennen im Memphis Motorsports Park ausließ, wurde er von Justin Labonte ersetzt.
In der Saison 2007 teilen sich Kyle Busch und Mark Martin den Wagen, der im Verlauf der Saison von einer Vielzahl Sponsoren gesponsert wurde. Busch gewann damit das Winn-Dixie 250 auf dem Daytona International Speedway. Am 30. Juli 2007 wurde verkündet, dass JR Motorsports sein Engagement in der Busch Series mit Hendrick Motorsports kombinieren werden und ein Zwei-Wagen-Team mit den Startnummern 5 und 88 in der Saison 2008 stellen werde. Gesteuert werden die Aktivitäten vom Sitz von JR Motorsports aus, die Motoren und das Chassis wird von Hendrick Motorsports geliefert. Der Wagen mit der Startnummer 5 wurde in der Saison 2008 von Landon Cassill, Dale Earnhardt junior, Mark Martin, Adrián Fernández, Ron Fellows und Martin Truex junior gefahren. 2010 bestritt Danica Patrick in dem zur Startnummer 7 umnummerierten Fahrzeug ihr NASCAR-Debüt.

#### Wagen #24/57
Der Wagen mit der Startnummer 24 wurde erstmals in der Busch Series in der Saison 2005 unter der Startnummer 57 eingesetzt. Die Startnummer kam durch den Sponsor Heinz und seinen 57 Sorten zustande. Brian Vickers debütierte mit dem Wagen auf dem Darlington Raceway mit Pizza Hut und Ore-Ida als Sponsor. Er qualifizierte sich auf Platz zwei, beendete das Rennen aber auf Platz 43 nach einem Unfall in der frühen Phase des Rennens. Sein bestes Ergebnis war ein fünfter Platz auf dem Dover International Speedway. Weitere vier Rennen der Saison fuhr Kyle Busch mit einem fünften Platz als bestes Resultat. Das Rennen auf dem O’Reilly Raceway Park at Indianapolis fuhr Boston Reid, der 23. wurde.
In der Saison 2006 fuhr Vickers weitere acht Rennen mit Mountain Dew als Co-Sponsor für einzelne Rennen. Seine beste Platzierung war ein zweiter Platz in Daytona. Ein weiterer Fahrer war Adrián Fernández, der Watkins Glen International und in Mexiko-Stadt fuhr und 17. sowie Zwölfter wurde.
Nach dem Weggang von Vickers von Hendrick Motorsports wurde die Startnummer von 57 in 24 zur Saison 2007 geändert. Fahrer wurde Casey Mears mit seinem Sponsor Army National Guard.

#### Wagen #48
Der Wagen mit der Startnummer 48 debütierte in der Busch Series in der Saison 2004 auf dem Lowe’s Motor Speedway. Er wurde in nur einem Rennen eingesetzt mit einem Sponsoring von SpongeBob SquarePants, als Fahrer kam Jimmie Johnson zum Einsatz. In der Saison 2005 fuhr er fünf Rennen und erzielte die Pole-Position auf dem Lowe’s Motor Speedway. Johnson ging in der darauffolgenden Saison 2006 in drei Rennen an den Start und fuhr beide Rennen auf dem Lowe’s Motor Speedway sowie des Ameriquest 300 auf dem California Speedway. Sein bestes Ergebnis erzielte er mit einem siebten Platz beim Carquest Auto Parts 300 auf dem Lowe’s Motor Speedway. In der Saison 2007 bestritt Johnson drei Rennen in der Busch Series, 2008 nahm er an vier Rennen der Serie teil.

### Craftsman Truck Series

#### Truck #17
Der Truck mit der Startnummer 17 debütierte in der Saison 2000 in der Craftsman Truck Series mit Ricky Hendrick als Fahrer und GMAC sowie Quaker State als Sponsoren. Er fuhr sechs Rennen und beendete vier davon unter den Top 10. In der Saison 2001 ging Hendrick in jedem Rennen an den Start, gewann das O’Reilly Auto Parts 250 auf dem Kansas Speedway und beendete die Saison als Sechster in der Meisterschaft. Nach der Saison 2001 wurde der Truck nicht weiter eingesetzt.

#### Truck #24
Der Truck mit der Startnummer 24 debütierte in der Saison 1995 mit Scott Lagasse als Fahrer und DuPont als Sponsor. In der ersten Saison erzielte Lagasse zwei Top-5-Ergebnisse und wurde Neunter in der Meisterschaft. Zeitweilig setzte das Team auch den Truck mit der Startnummer 25 ein, der von Rick Hendrick und Roger Mears gefahren wurde. Gegen Mitte der Saison kam Jack Sprague zum Team und beendete den Rest der Saison mit der Startnummer 25, wobei er die Pole-Position auf dem Phoenix International Raceway holte. In der Saison 1996 wechselte er in den Truck mit der Startnummer 24 mit Quaker State als Hauptsponsor. Er gewann fünf Rennen und wurde Zweiter in der Meisterschaft. Mit drei Siegen gewann Sprague in der Saison 1997 seine erste Meisterschaft in der Craftsman Truck Series.
Nach der Saison stieg Quaker State als Sponsor aus und GMAC wurde neuer Hauptsponsor. Ein weiterer Sponsor für ein Rennen wurde Big Daddy’s BBQ Sauce. Sprague gewann weitere fünf Rennen in der Saison 1998, verlor die Meisterschaft aber um drei Punkte und wurde nur Zweiter. Seine zweite Meisterschaft gewann er in der Saison 1999, bevor er in der darauffolgenden Saison auf Platz fünf abrutschte. Mit NetZero als neuem Hauptsponsor gewann Sprague 2001 seinen dritten Titel in der Craftsman Truck Series. Nachdem Sprague in die Busch Series wechselte, fuhr Ron Hornaday Jr. den Truck für ein Rennen auf dem Daytona International Speedway, wo er Zwölfter wurde. Danach wurde das Team aufgelöst, um sich auf die Bemühungen in der Busch Series zu konzentrieren.

## Flugunfall
Am 24. Oktober 2004 kamen zehn Personen, die mit Hendrick Motorsports in Verbindung standen, bei einem Flugzeugabsturz in der Nähe eines kleinen Flughafens am Martinsville Speedway ums Leben, als sie auf dem Weg von Concord, North Carolina, nach Martinsville waren. Bei starkem Nebel flog das Flugzeug in den etwa sieben Meilen vom Blue Ridge Regional Airport in Stuart, Virginia gelegenen Bull Mountain. Am Tag des Unglücks fand das Subway 500 auf dem Martinsville Speedway statt, und als NASCAR davon erfuhr, hielt sie die Informationen zunächst vor den Fahrern bis zum Ende des Rennens zurück, welches vom Hendrick-Fahrer Jimmie Johnson gewonnen wurde.
Bei den zehn Opfern an Bord der Beechcraft King Air 200 waren:
- John Hendrick, Präsident von Hendrick Motorsports und Rick Hendricks Bruder
- Ricky Hendrick, Rick Hendricks Sohn
- Kimberly und Jennifer Hendrick, John Hendricks Zwillingstöchter
- Jeff Turner, General Manager von Hendrick Motorsports
- Randy Dorton, Chef-Motorenentwickler
- Joe Jackson, DuPont-Vorstand
- Scott Lathram, Pilot von NASCAR-Fahrer Tony Stewart
- die Piloten Richard Tracy und Elizabeth Morrison

Für den Rest der Saison 2004 zeigten alle Rennwagen von Hendrick Motorsports sowie der Wagen mit der Startnummer 0 von Haas CNC Racing Bilder der zehn Opfer, die bei dem Flugunfall ums Leben kamen.